# Daysland
Daysland ist eine Ortschaft in der kanadischen Provinz Alberta im Flagstaff County, etwa 43 km östlich von Camrose. Die Ortschaft ist über den Alberta Highway 13 und Alberta Highway 855 zu erreichen. 2006 zählte Daysland 818 Einwohner. Daysland verfügte über 333 Haushalte, was einen Zuwachs von 5 % im Vergleich zum Jahr 2001 bedeutete. Die Ortschaft verfügt über eine Fläche von 1,75 km², die Bevölkerungsdichte betrug 2006 467,5/km².

## Söhne und Töchter der Stadt
- Richard Petiot (* 1982), Eishockeyspieler und -trainer
- Matthew Spiller (* 1983), Eishockeyspieler